# Flavoparmelia glomelliferica
Flavoparmelia glomelliferica är en lavart som beskrevs av Elix & Adler. Flavoparmelia glomelliferica ingår i släktet Flavoparmelia och familjen Parmeliaceae.   Inga underarter finns listade i Catalogue of Life.